# Tomas Löndahl
Bertil Tomas Löndahl, född 3 maj 1952, är fil. dr och professor i musikalisk gestaltning.
Han är utbildad vid Kungliga Musikhögskolan i Stockholm, kompositionsklassen, musikdirektörsexamen och diplomutbildning i dirigering, bl.a. för Stig Westerberg, Eric Ericson, Siegfried Naumann och Jorma Panula.

## Verksamhet
Löndahl var anställd vid Sveriges Radio P2 under åren 1980–2005, bl.a. som inspelningsproducent för Sveriges Radios Symfoniorkester, redaktionschef och chef för livemusiken. Han var verkställande direktör och konstnärligt ansvarig för Helsingborgs symfoniorkester och Helsingborgs konserthus 2005–2010 och ständig sekreterare i Kungl. Musikaliska akademien 2011–2017 Löndahl invaldes som ledamot av akademien 2003.   
2016–2020 undervisade Löndahl också i musikalisk gestaltning vid Musikhögskolan i Malmö.
Löndahl har genom åren initierat flera satsningar i det svenska musiklivet, bl.a. inventeringar, bedömningar, studioinspelningar och konserter med musik av kvinnliga tonsättare, radio- och konsertserier med svensk musik och svenska artister (exempelvis radioserien "Det våras för sonaten – 25 svenska pianosonater" och den mångåriga konsertserien "Sju äss i leken – tonsättarporträtt med musik", framförd av flera olika ensembler vid samma konsert).   
Under tiden vid Sveriges Radio P2 införde Löndahl också möjligheten att utses till Artist in Residence och Composer in Residence, vilka innebar specialutformade tvååriga engagemang för de utvalda artisterna och tonsättarna. Däri innefattades bl.a. studioinspelningar, framträdanden vid offentliga konserter, beställningsverk och medverkan i radioprogram. Som VD för Helsingborgs Symfoniorkester utformade Löndahl också ett tvåårigt mentorskap för yngre framstående dirigenter samt verkade för att engagera en högre andel framstående svenska dirigenter och solister till konserterna, liksom en högre andel svensk musik i konsertprogrammen.    
I sin befattning vid Kungl. Musikaliska akademien intensifierade Löndahl den utåtriktade verksamheten, bl.a. genom den offentliga serien Klingande akademi (där samtal, diskussioner och klingande musik med utgångspunkt i akademiens verksamheter blandas), samt olika konsertserier med såväl ny som äldre svensk musik. Mot bakgrund av den svåra situationen för svensk professionell blåsmusik och den sviktande återväxten av blåsmusiker skapade han ett nätverk för att profilera och stärka denna musikform. Dessutom etablerade han tankesmedjan Unga Tankar Om Musik (UTOM). Den har som främsta syfte att vara en kreativ plattform, utifrån vilken flera av landets främsta yngre artister inom olika musikformer aktivt kan påverka det musikliv de själva kommer att vara en del av. 
Tillsammans med dirigenten och tonsättaren B Tommy Andersson genomförde Löndahl också akademiens stora satsning Levande Musikarv, med syfte att tillgängliggöra och levandegöra den svenska musikskatten genom uppbyggandet av en unik databas, genom utgivning av källkritiska och emenderade notutgåvor, fritt nedladdningsbara från projektets hemsida, samt genom musikvetenskapliga texter om tonsättare, verk och musikmiljöer.    
I sina olika befattningar har Löndahl dessutom svarat för en omfattande beställningsverksamhet av nya svenska verk för olika besättningar (orkestermusik, kammarmusik, körmusik mm).
2022 disputerade han vid Högskolan för scen och musik (HSM) i Göteborg i ämnet musikalisk gestaltning med inriktning interpretation. Avhandlingens titel är Den klingande verklighetens föränderlighet: Mot ett vidgat gestaltningsutrymme. Där undersöker han vad som sker med det potentiella gestaltningsutrymmet när artisten utifrån ett experimentellt och associativt förhållningssätt till notbilden - exempelvis genom att medvetet omgestalta och utveckla delar av de musikaliska parametrarna i nya riktningar, eller genom att addera material som inte emanerar ur notbilden - rör sig mot extrema klingande gestaltningar. 

## Utmärkelser
- 2016 – H. M. Konungens medalj, 8:e storleken i Serafimerordens band
- 2021 – Kungl. Musikaliska akademiens Medalj för tonkonstens främjande